# Erik Hagberg (politiker)

För andra personer med samma namn, se Erik Hagberg.  
Erik Rudolf Hagberg, född 17 mars 1891 i Helsingborg, död 10 augusti 1982 i Slottsstadens församling, Malmö, var en svensk chefredaktör, riksgäldsfullmäktig och politiker (lantmanna- och borgarpartiet, från 1935 höger) .
Hagberg avlade studentexamen 1908, var medarbetare i Helsingborgs-Posten Skåne-Halland 1909–1914, 2:e redaktör för Skånska Aftonbladet 1915–1925, chefredaktör där 1925–1949, verkställande direktör för Tryckeri- & Tidnings AB Södra Sverige 1925–1953. Han var ledamot av Malmö stadsfullmäktige 1931–1950, dess 1:e vice ordförande 1939–1950, samt ledamot av drätselkammaren och fattigvårdsstyrelsen.
Hagberg var ledamot av riksdagens andra kammare 1933–1954, invald i fyrstadskretsens valkrets samt tillhörde första kammaren 1956–1963, invald i Malmöhus läns valkrets. Han var bevillningsutskottets vice ordförande 1957–1963. Under åren 1962 till 1963 var han högerns gruppledare i första kammaren. Erik Hagberg är begravd på Östra kyrkogården i Malmö.